# PC^2
PC2是萨克拉门托加州州立大学研发的一款用于ACM程序设计竞赛判题的软件。软件采用Java语言编写，因此具有非常好的跨平台兼容性。目前世界各大洲区域赛大都采用此平台进行比赛。

## 软件模块
该软件分为参赛队伍端、服务器端、裁判端。其中参赛队伍端可以提交代码、提出问题；裁判端可以查看、执行代码，返回相应的结果给相应的队伍；服务器端作为服务器连接各客户端，并生成实时排名。